# Tyrrell 019
Chronologie des modèles (1990)
Tyrrell 018 Tyrrell 020
La Tyrrell 019, est la monoplace de Formule 1 conçue par l'écurie britannique Tyrrell Racing dans le cadre du championnat du monde de Formule 1 1990, à partir du Grand Prix de Saint-Marin, la troisième manche de la saison. Elle est pilotée par le Japonais Satoru Nakajima, en provenance du Team Lotus, et par le Français Jean Alesi, qui effectue sa deuxième saison avec Tyrrell.

## Historique

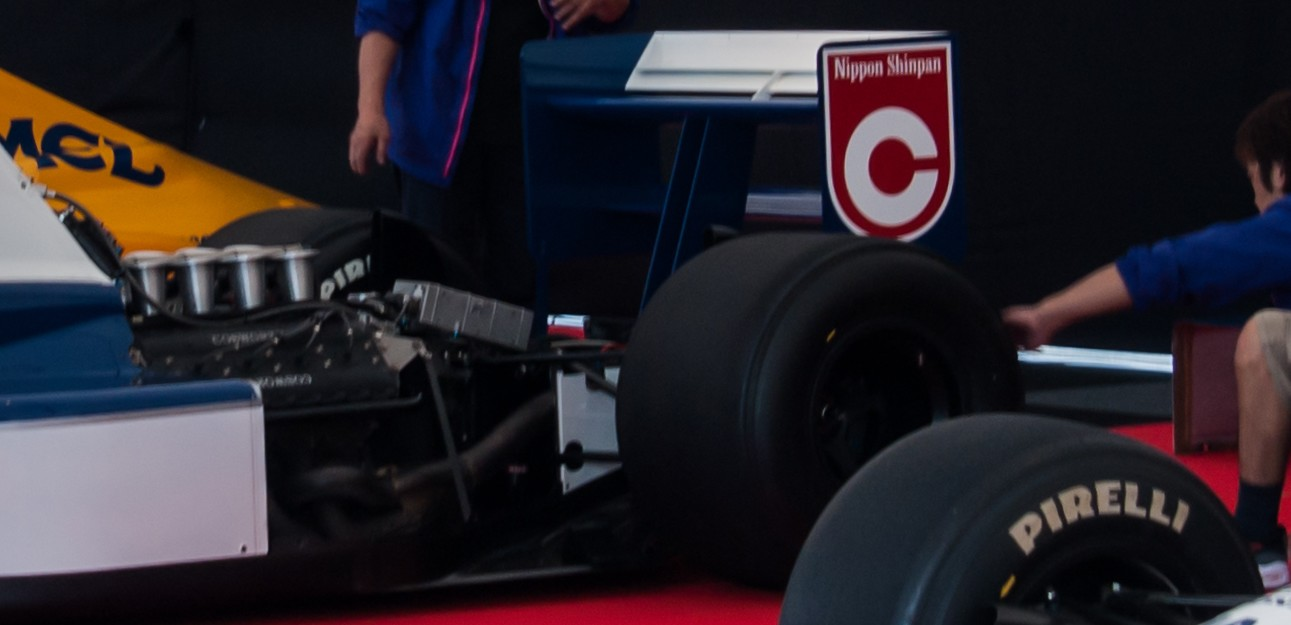
La Tyrrell 019 est équipée d'un moteur V8 Ford-Cosworth.

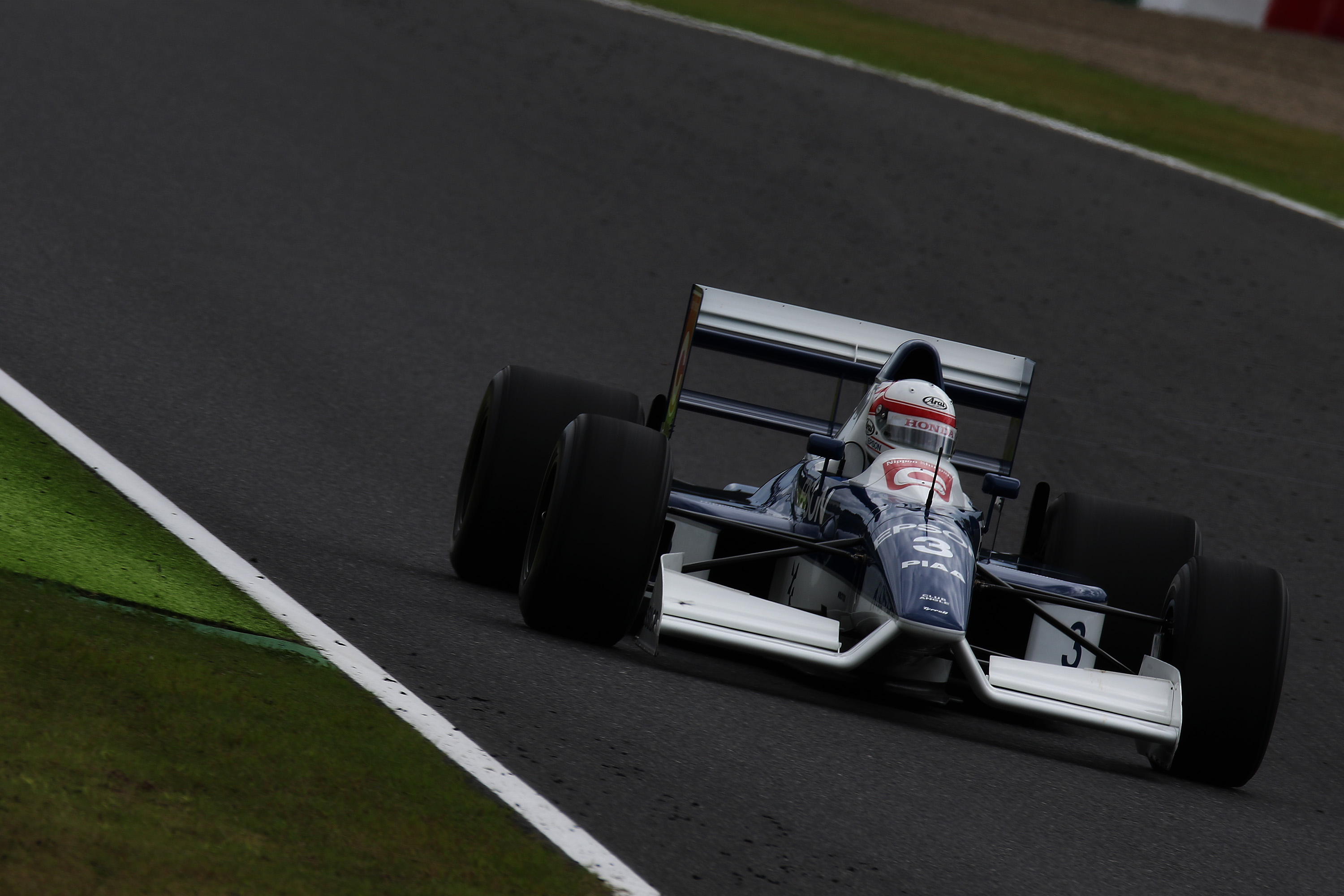
Martin Brundle en démonstration avec la Tyrrell 019 sur le circuit de Suzuka en 2015.

La Tyrrell 019 est introduite en course à l'occasion du Grand Prix de Saint-Marin, troisième manche du championnat 1990. Comme sa devancière, la Tyrrell 018, la 019 est dotée d'une suspension avant à un seul combiné transversal. Elle innove cependant par un museau relevé de trente centimètres. Ce procédé permet de canaliser le flux d'air pour créer un important effet de sol. Ce flux est cependant coupé en deux par une plaque qui prolonge le fond plat jusqu'à l'avant des roues arrière, ce qui permet une meilleure adhérence de la voiture. Enfin, l'aileron arrière est raccourci. Ces innovations aérodynamiques sont reprises les années suivantes par l'ensemble des écuries du plateau, jusqu'à s'imposer définitivement à partir de 1996.
Pour son premier Grand Prix, la Tyrrell 019 permet à Jean Alesi, parti septième, de marquer le point de la sixième place, tandis que Satoru Nakajima, élancé depuis la dix-neuvième place, est percuté par Ivan Capelli (Leyton House Racing) : l'arrière de sa monoplace étant totalement arraché, il est contraint à l'abandon,.
Lors de la manche suivante, à Monaco, Alesi réalise la meilleure qualification de la saison en prenant la troisième place sur la grille de départ. En course, le Français profite de l'abandon d'Alain Prost (Ferrari) pour occuper la deuxième place et défend sa position face à Gerhard Berger (McLaren) jusqu'au drapeau à damiers,. Cet exploit pousse les spécialistes de la discipline à penser qu'Alesi est un futur champion du monde et qu'il pourrait rapidement rejoindre la Scuderia Ferrari.
Le milieu de saison est cependant beaucoup plus difficile pour Tyrrell qui doit composer avec les nombreux problèmes de fiabilité de la 019 : ainsi, si Alesi, qui parvient systématiquement à se qualifier dans les huit premiers, Nakajima, toujours élancé en fond de peloton, essuie six abandons consécutifs, liés à des problèmes électriques, des ruptures de boîte de vitesses ou de casse moteur. Le Japonais rompt cette série en terminant sixième du Grand Prix d'Italie, à un tour du vainqueur Ayrton Senna (McLaren), après être parti de la quatorzième place,.
Au Portugal, Nakajima se qualifie en vingtième position, mais, malade, il renonce à participer à la course. Son équipier, élancé huitième malgré des problèmes de freins, garde cette même position à l'arrivée, à un tour de Nigel Mansell (Ferrari),. Enfin, au Grand Prix du Japon, Alesi, initialement qualifié en septième position, ne prend pas part à la course, en raison de violentes douleurs au cou à la suite d'un accident survenu lors des essais,.
À l'issue du championnat, Tyrrell Racing est cinquième du championnat du monde des constructeurs avec 16 points. Jean Alesi se classe neuvième du championnat du monde des pilotes avec 13 points, tandis que Satoru Nakajima est quinzième avec trois points.

## Résultats en championnat du monde de Formule 1
| Saison | Écurie                      | Moteur               | Pneus   | Pilotes         | Courses | Courses | Courses | Courses | Courses | Courses | Courses | Courses | Courses | Courses | Courses | Courses | Courses | Courses | Courses | Courses | Points inscrits | Classement |
| Saison | Écurie                      | Moteur               | Pneus   | Pilotes         | 1       | 2       | 3       | 4       | 5       | 6       | 7       | 8       | 9       | 10      | 11      | 12      | 13      | 14      | 15      | 16      | Points inscrits | Classement |
| ------ | --------------------------- | -------------------- | ------- | --------------- | ------- | ------- | ------- | ------- | ------- | ------- | ------- | ------- | ------- | ------- | ------- | ------- | ------- | ------- | ------- | ------- | --------------- | ---------- |
| 1990   | Tyrrell Racing Organisation | Ford-Cosworth DFR V8 | Pirelli |                 | USA     | BRÉ     | SMR     | MON     | CAN     | MEX     | FRA     | GBR     | ALL     | HON     | BEL     | ITA     | POR     | ESP     | JAP     | AUS     | 16*             | 5e         |
| 1990   | Tyrrell Racing Organisation | Ford-Cosworth DFR V8 | Pirelli | Satoru Nakajima |         |         | Abd     | Abd     | 11e     | Abd     | Abd     | Abd     | Abd     | Abd     | Abd     | 6e      | Np.     | Abd     | 6e      | Abd     | 16*             | 5e         |
| 1990   | Tyrrell Racing Organisation | Ford-Cosworth DFR V8 | Pirelli | Jean Alesi      |         |         | 6e      | 2e      | Abd     | 7e      | Abd     | 8e      | 11e     | Abd     | 8e      | Abd     | 8e      | Abd     | Np.     | 8e      | 16*             | 5e         |

Légende : ici 

* 7 points marqués avec la Tyrrell 018.